# Twister (jeu)
Pour les articles homonymes, voir Twister.
Twister est un jeu de société édité par MB Jeux, dont la première édition date de 1966.
À partir de 2 joueurs (bien que le jeu ait plus d'intérêt à plus de joueurs), d'environ 20 minutes.

## Principe général
Se tordre dans tous les sens pour placer main ou pied sur la pastille demandée.

### But du jeu
Être le dernier sur le tapis de jeu, les autres étant tombés.

### Matériel
- un tapis de jeu à pastilles de couleur (bleu, jaune, rouge, vert)
- une « girouette » présentant main/pied, gauche/droite ainsi que les couleurs du plateau de jeu.

### Mise en place
On étale le tapis au sol. Les joueurs se placent autour.

## Déroulement
Le plus jeune joueur fait tourner la girouette. Celle-ci va lui indiquer un pied ou une main (gauche ou droite) à mettre sur une pastille de couleur. Il s'exécute, et c'est au tour du joueur suivant.
La difficulté croît au fil du jeu, en effet, à chaque tour, les ordres de la girouette s'ajoutent, et les joueurs sont souvent dans une position inconfortable.

### Fin de partie et vainqueur
Les joueurs sont éliminés s'ils tombent au sol. Toucher le sol avec une autre partie du corps que les mains ou les pieds est considéré comme tomber. On ne peut pas, par exemple, poser un genou à terre. Le dernier joueur qui tombe, ou le dernier qui reste sur le tapis est désigné vainqueur.

## Histoire

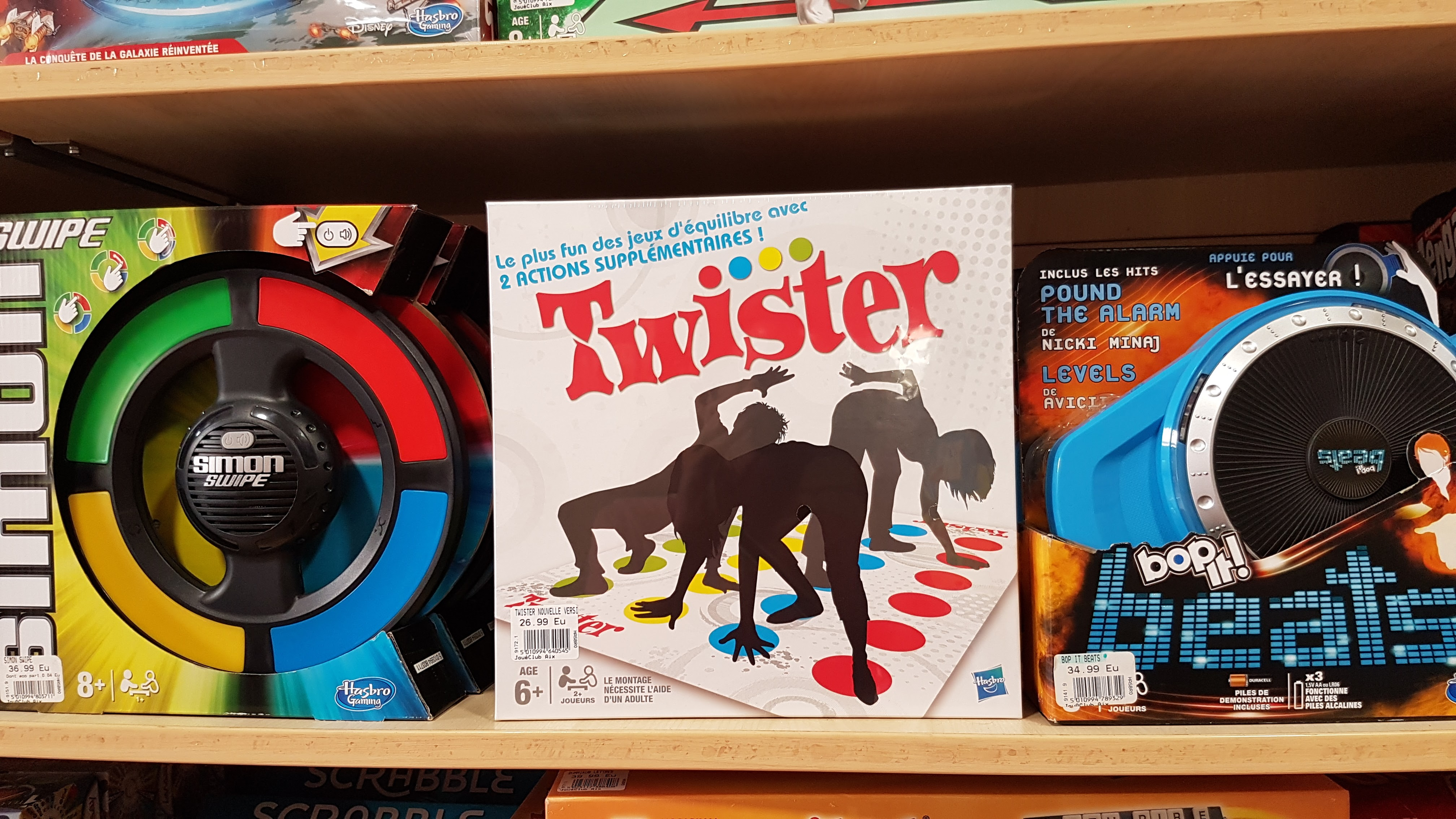
Boite du jeu en version française en 2017.

Ce jeu a été inventé par Charles Foley et Neil W. Rabens, et a été breveté par eux aux États-Unis en 1969 sous la référence USPTO 3,454,279.
Le 3 mai 1966, Twister connait le succès lorsque Eva Gabor joue une partie du jeu avec Johnny Carson à la télévision dans The Tonight Show.

## Dans la culture
Ce jeu a eu et a toujours un immense succès. Il reste un des jeux phare des fêtes d'anniversaire, ou même des soirées entre adultes. Néanmoins il convient de noter que sa notoriété en France provient surtout des nombreuses allusions dans les séries télévisées américaines (comme dans la série Starsky et Huctch S01E12 Capitaine Dobey vous êtes mort ! où la scène finale se déroule autour d'une partie de Twister).[réf. nécessaire] : ce jeu n'ayant pas eu un réel succès commercial en France.